# Exoprosopa asiris
Exoprosopa asiris är en tvåvingeart som beskrevs av Greathead 1980. Exoprosopa asiris ingår i släktet Exoprosopa och familjen svävflugor. Inga underarter finns listade i Catalogue of Life.